# Joppécourt
Joppécourt település Franciaországban, Meurthe-et-Moselle megyében. Lakosainak száma 154 fő (2022. január 1.). Joppécourt Bazailles, Fillières, Mercy-le-Bas, Mercy-le-Haut, Serrouville és Ville-au-Montois községekkel határos.

## Népesség
A település népességének változása:
| Lakosok száma | 184  | 110  | 124  | 136  | 154  | 161  | 160  | 161  | 161  | 154  |
|               | 1968 | 1982 | 1990 | 2006 | 2013 | 2015 | 2017 | 2019 | 2020 | 2022 |